# Eriosema cupreum
Eriosema cupreum är en ärtväxtart som beskrevs av Hermann August Theodor Harms. Eriosema cupreum ingår i släktet Eriosema och familjen ärtväxter. Inga underarter finns listade i Catalogue of Life.